# Begonia annulata
Begonia annulata es una especie de planta perenne perteneciente a la familia Begoniaceae. Es originaria de la India en Arunachal Pradesh y Manipur y en Pakistán.

## Taxonomía
Begonia annulata fue descrita por Karl Koch (botánico) y publicado en Berliner Allgemeine Gartenzeitung 10: 76. 1857.
Etimología
Begonia: nombre genérico, acuñado por Charles Plumier, un referente francés en botánica, honra a Michel Bégon, un gobernador de la excolonia francesa de Haití, y fue adoptado por Linneo.
annulata: epíteto latino de las palabras annulus = "anillo" y atus = "con", donde se refiere a tener anillos.
Sinonimia
- - Platycentrum annulatum (K.Koch) Regel, Gartenflora 8: 15. 1859.
  - Begonia griffithii Hook., Bot. Mag. 83: t. 4984. 1857.
  - Begonia barbata Wall. ex A.DC., Prodr. (Candolle) 15(1): 348. 1864.[3]

Híbridos
- Begonia × funkii Linden
- Begonia × leopoldii Lem.